# MSDN
MSDN (Microsoft Developer Network) je program společnosti Microsoft určený především vývojářům. Součástí programu (v českém jazyce) je Czech MSDN Blog, elektronický .NET zpravodaj, MSDN web, vývojářská fóra, MSDN Connection, MSDN RSS okénko a další. Většina služeb je poskytována zdarma, výjimkou je MSDN Subscription, které v různých úrovních dává předplatitelům za určitý poplatek přístup k software společnosti Microsoft.

## Czech MSDN Blog
Na Czech MSDN Blog přispívají lidé z české pobočky společnosti Microsoft, kteří mají na starosti podporu vývojářů, designérů, ale i studentů. Mezi témata patří mimo jiné aktuality, tipy a triky k jednotlivým produktům, pozvánky na akce a soutěže. Od května 2006 na tomto blogu vyšlo přes 250 článků.

## .NET zpravodaj
.NET zpravodaj vychází každý měsíc v elektronické podobě a přináší vývojářům, softwarovým architektům a IT odborníkům informace o novinkách, pozvánky na připravované vývojářské akce a software ke stažení. Zpravodaj si lze registrovat pomocí Microsoft účtu.

## Vývojářská fóra
Vývojářská fóra umožňují diskutovat nad technickými problémy a získat fundované odpovědi od odborníků. Mezi témata na fórech patří například Visual Studio, .NET Framework Development, servery a licencování.

## MSDN Connection
MSDN Connection nabízí registrovaným členům řadu výhod, jako jsou slevy na knihy a školení a zdrojové kódy různých ukázkových aplikací. Registrace je zdarma.

## MSDN RSS Okénko
MSDN RSS Okénko je čtečka RSS zdrojů MSDN programu, kterou si zájemci mohou zabudovat do svých webových stránek.